# Orka wiosenna
Orka wiosenna – orka wykonywana wiosną. Nie zaleca się stosowania orki wiosennej, ale stosuje się ją jako zło konieczne w następujących przypadkach:
- kiedy wiosną stosuje się obornik, który należy przyorać,
- na glebach zlewnych i ciężkich, kiedy po zimie obfitującej w deszcze rola po ziębli nadmiernie się zbije i zagęści,
- przy uprawie roślin późnego siewu, jeżeli kultywatorowanie nie zapewni odpowiednich warunków do siewu czy sadzenia,
- na bardzo wilgotnych glebach.

Wiosenna orka powoduje przesuszenie roli oraz przemieszczenie do wierzchniej warstwy nasion chwastów. W przypadku przyorywania obornika lub ograniczania przemieszczania nasion chwastów, należy odpowiednio wykonać głębszą lub płytszą orkę wiosenną. Zawsze należy wykonywać orkę wiosenną w przypadku braku orki przedzimowej. Powinno się wtedy używać pługa z przedpłużkiem i dokonywać orki na średnią głębokość. Wykonywanie orki wiosennej zamiast orki przedzimowej jest poważnym błędem i powoduje opóźnienia w zabiegach agrotechnicznych, co może spowodować niedotrzymaniem terminów zabiegów uprawowych w przypadku roślin wczesnego siewu. W celu uzyskania lepszych efektów orki wiosennej, można zagregatować pług z broną, a po orce zastosować wał Campbella. Zamiast pługa do orki wiosennej korzystnie jest użyć pługofrezarki, która zostawia wyrównaną powierzchnię, co zmniejsza straty wody.